# MyDNS
MyDNS es un servidor DNS que usa base de datos MySQL para almacenar toda la información DNS en lugar de los archivos conf usuariles como "Bind" o "djbdns". La ventaja que ofrece MyDNS sobre otras configuraciones es que te permite administrar y modificar los registros DNS a través de un navegador web a través de su interfaz de administración. MyDNS simplemente lee los registros de la base de datos, y no necesita ser reiniciado cuando los registros DNS son cambiados o las zonas son creadas, editadas o eliminadas, esta es probablemente su mayor ventaja.